# Среднепогромное
Среднепогромное — исчезнувшее село в Волгоградской области, располагалось на восточном берегу Волги, между сёлами Верхне- и Нижнепогромное. В настоящее время территория села является северной частью города Волжский.

## История
В 1773 году по велению императрицы Екатерины II для занятия шелководством в Ахтубинскую долину было вызвано 1300 семей. Ими было основано несколько населённых пунктов. Среди прочих было основано село Среднепогромное.
В 1799 году была образована Пришибенская волость, куда в числе прочих вошло село Безродное. Вся волость переводилась на производство шелковых коконов на дому, отдельно в каждом хозяйстве, с обязательной сдачей коконов на завод. Для этого вводились определенные льготы: давался надел земли в две десятины для выпаса скота, все посаженные деревья отдавались в их собственность, уменьшилась подать государству, сыновья освобождались от рекрутства. Однако постепенно шелководство на Ахтубе приходило в упадок. В 1800 году правительство по просьбе крестьян обратило их в казенных возчиков эльтонской соли.
В 1859 году в селе Среднепогромном Царевского уезда Астраханской губернии имелось 365 дворов, имелась 1 православная церковь, сельское училище, почтовая станция, проживали 1154 душа мужского и 1266 женского пола. Численность населения постенно увеличивалась. Согласно Памятной книжке Астраханской губернии на 1914 год в селе Среднепогромском проживало 2631 мужчина и 2676 женщин. Село являлось центром Верхне-Ахтубинской волости Царевского уезда Астраханской губернии.
В 1919 году село в состав Царевского уезда было включено в состав Царицынской губернии. В 1928 году включено в состав Среднеахтубинского района Нижне-Волжского края (с 1934 года Сталинградского края, с 1936 года - Сталинградской области, с 1962 года - Волгоградской области).
В 1953-54 годах село в связи со строительством Сталинградской ГЭС было переселено на новое место. В 1959 году решением исполкома Сталинградского областного Совета депутатов трудящихся от 15 июня № 14/301 «Об объединении поселка Краснооктябрьский и села Средне-Погромное Средне-Ахтубинского района в один населенный пункт и отнесении его к категории рабочих поселков» поселок Краснооктябрьский и село Средне-Погромное Средне-Ахтубинского района были объединены в один населенный пункт, с отнесением его к категории рабочих поселков и присвоением наименования – рабочий поселок Краснооктябрьский.

## Население
| 1859 | 1897 | 1904 | 1914 |
| ---- | ---- | ---- | ---- |
| 2420 | 3445 | 4555 | 5307 |